# Partito Democratico Nazionale (Nepal)
Il Partito Democratico Nazionale (in nepalese: राष्ट्रिय प्रजातन्त्र पार्टी, Rastriya Prajatantra Party - RPP) è un partito politico nepalese di orientamento conservatore, nazionalista e monarchico fondato nel 1990.

## Storia
Erede delle élite politiche del sistema pre-democratico, il partito fu fondato il 29 maggio 1990 (15 Jestha 2047, nel calendario nepalese), dopo l'instaurazione della democrazia parlamentare e la legalizzazione dei partiti politici da parte del re Birendra.

### Elezioni del 1991
Nelle elezioni parlamentari del 1991, il partito si ritrova diviso in due fazioni rivali, identificate attraverso i rispettivi leader:
- Rastriya Prajatantra (Thapa), guidato da Surya Bahadur Thapa.
- Rastriya Prajatantra (Chand), guidato da Lokendra Bahadur Chand;

La fazione di Chand raccolse 478.604 voti (il 6,56%) e ottenne 3 dei 205 seggi in palio mentre la fazione di Thapa raccolse 392.499 voti (5,38%) e un solo seggio.

### Elezioni del 1994
Alle elezioni parlamentari del 1994 le due fazioni si riunirono sotto la guida di Thapa e gli elettori premiarono il partito con 1.367.148 voti, equivalenti al 17,93% dei suffragi e a 20 dei 205 seggi in palio.

### Elezioni del 1999
Nel 1999, le elezioni parlamentari videro nuovamente la frattura della fazione di Chand. Il Rastriya Prajatantra (Thapa), diventato largamente maggioritario tra i due, conquistò 899.511 voti (10,14%) e 11 eletti su 205. Il Rastriya Prajatantra (Chand) ebbe 293.952 voti (3,41%) senza ottenere alcuna rappresentanza parlamentare. Qualche mese dopo lo scrutinio i due partiti tornarono uniti.

### 2002-2008
Durante la terza convention nazionale del partito, riunita a Pokhara nel dicembre 2002, Pashupati Rana viene eletto alla guida del partito, visto che lo statuto impedisce a Surya Bahadur Thapa di ricandidarsi alla leadership dopo due mandati quadriennali.
Nel novembre 2004, Thapa si fa promotore di una nuova scissione fondando il Rastriya Janashakti Party (राष्ट्रिय जनशक्ति पार्टी, Partito Nepalese della Forza del popolo). Nell'ottobre 2006 dalle divisioni del partito nasce un'ennesima forza politica che anche questa volta, in una prima fase, ha in Thapa il proprio leader: il Rastriya Prajatantra Party Nepal.
Nelle elezioni per Assemblea costituente del 2008 il partito ottiene 8 seggi su 601. Alle successive Nelle elezioni per Assemblea costituente del 2013 consegue 13 seggi su 575.

## Risultati elettorali
| Elezione          | Voti    | % | Seggi    |
| ----------------- | ------- | - | -------- |
| Parlamentari 2008 | 573.645 |   | 8 / 601  |
| Parlamentari 2013 | 260.234 |   | 13 / 575 |
| Parlamentari 2017 | 196.782 |   | 1 / 275  |